# Пневмослон
Пневмослон — российская андеграундная ска-панк-группа, созданная в 2017 году в Санкт-Петербурге Олегом Степановым и Романом Батарейкиным. Группа является сайд-проектом группы Нейромонах Феофан.

## Состав
- Олег Степанов — вокал
- Ася Зелёная — вокал
- Бабушка — гитара
- Вадим Петин — бас-гитара
- Даниил Светлов — ударные
- Илья Благовещенский — труба
- Николай Логинов — тромбон

Во время выступлений все участники группы надевают маски и наносят грим, скрывающие их внешность.

## Особенности
Песни содержат множество нецензурных выражений и рассчитаны на аудиторию 18+. По мнению Степанова, песни группы имеют психотерапевтический эффект, а концерты помогают избавиться от негативных эмоций

## История
С 2014 года Олег Степанов стал сочинять песни, которые не укладывались в концепцию «Нейромонаха Феофана». Придумав себе псевдоним Лорд Пневмослон, он стал рассылать такие песни по радиостанциям Санкт-Петербурга.
В 2017 году Лорд познакомился с Романом Батарейкиным, взявшим себе псевдоним «Борис Буткеев». Он был фанатом творчества Степанова и занимался организацией концертов. Батарейкин предложил Лорду Пневмослону основать совместный проект.
29 октября 2017 года вышел дебютный мини-альбом «Уже 5 минут как весело».
24 апреля 2018 «Пневмослон» выпустил первый полноценный альбом «Контрэволюция. Часть 1», состоящий из 13 композиций
В 2018 году Батарейкин покинул группу, а на его место пришла вокалистка Ася Зелёная.
В 2019 году группа стала участником фестиваля «Нашествие».
Проект должен был выступать на Доброфесте в 2020 и в 2021 годах, но фестиваль был перенесён из-за пандемии. В итоге группа выступила на Доброфесте в 2022 и, по итогам фестиваля, победила в двух номинациях: «Открытие Года» и «Лучшее выступление на Красной сцене».
Пневмослон является четырёхкратным лауреатом премии «Чартова Дюжина» Нашего радио. В 2020 и 2021 годах — в номинации «Side-проект» , в 2022 — «Группа», в 2023 — в номинации «Альбом Года»
Песня «Думаю на шаг вперед» из альбома «Запутай след» заняла 7-е место в итоговом хит-параде Чартовой дюжины за 2021 год
В 2023 году вышли альбомы «Полегче» и «Потяжелее».
В 2024 году вышел альбом «Шесть» и были проведены концерты «Небо» и «Земля». В том же году группа создала дочерний музыкальный проект «Работники Культуры» под руководством фронтмена по прозвищу Худрук.

## Дискография

### Альбомы
- 2018 — «Контрэволюция. Часть 1»
- 2019 — «Контрэволюция. Часть 2»
- 2019 — «Зуб известного человека»
- 2021 — «Запутай след»
- 2022 — «В душе не ебу»
- 2023 — «Полегче»
- 2023 — «Потяжелее»
- 2024 — «Шесть»

### Синглы и мини-альбомы
- 2017 — «Уже пять минут как весело»
- 2018 — «Питер, шизи на вираже»
- 2018 — «Разящая рука»
- 2021 — «Добрая девочка»
- 2021 — «Блядь»
- 2021 — «Думаю на шаг вперед»
- 2021 — «Выборы в дурке»
- 2021 — «Одинокие люди»
- 2023 — «Бетономешалка» (feat Сергей Любавин)
- 2023 — «Бабушка»
- 2023 — «Предварительные ласки»